# Brahestadsbanan
| Unknown BSicon "STR+GRZq" |

| Non-passenger station/depot on track |

| Unknown BSicon "eHST" |

| Non-passenger station/depot on track |

| Unknown BSicon "eHST" |

| Unknown BSicon "eHST" |

| Unknown BSicon "eHST" |

| Unknown BSicon "eHST" |

| Unknown BSicon "eHST" |

| Unknown BSicon "eHST" |

| Junction both to and from right |

| Unknown BSicon "PSL" |

| Straight track |

| Unknown BSicon "STR+GRZq" |

| Non-passenger station/depot on track |

| Unknown BSicon "eHST" |

| Non-passenger station/depot on track |

| Unknown BSicon "eHST" |

| Unknown BSicon "eHST" |

| Unknown BSicon "eHST" |

| Unknown BSicon "eHST" |

| Unknown BSicon "eHST" |

| Unknown BSicon "eHST" |

| Junction both to and from right |

| Unknown BSicon "PSL" |

| Straight track |

Brahestadsbanan är ett 28 km långt sidospår till Österbottenbanan som går från trafikplatsen Tuomioja via Brahestads centrum till stålverket Rautaruukki. Det går enbart godstrafik på banavsnittet.

## Stationer

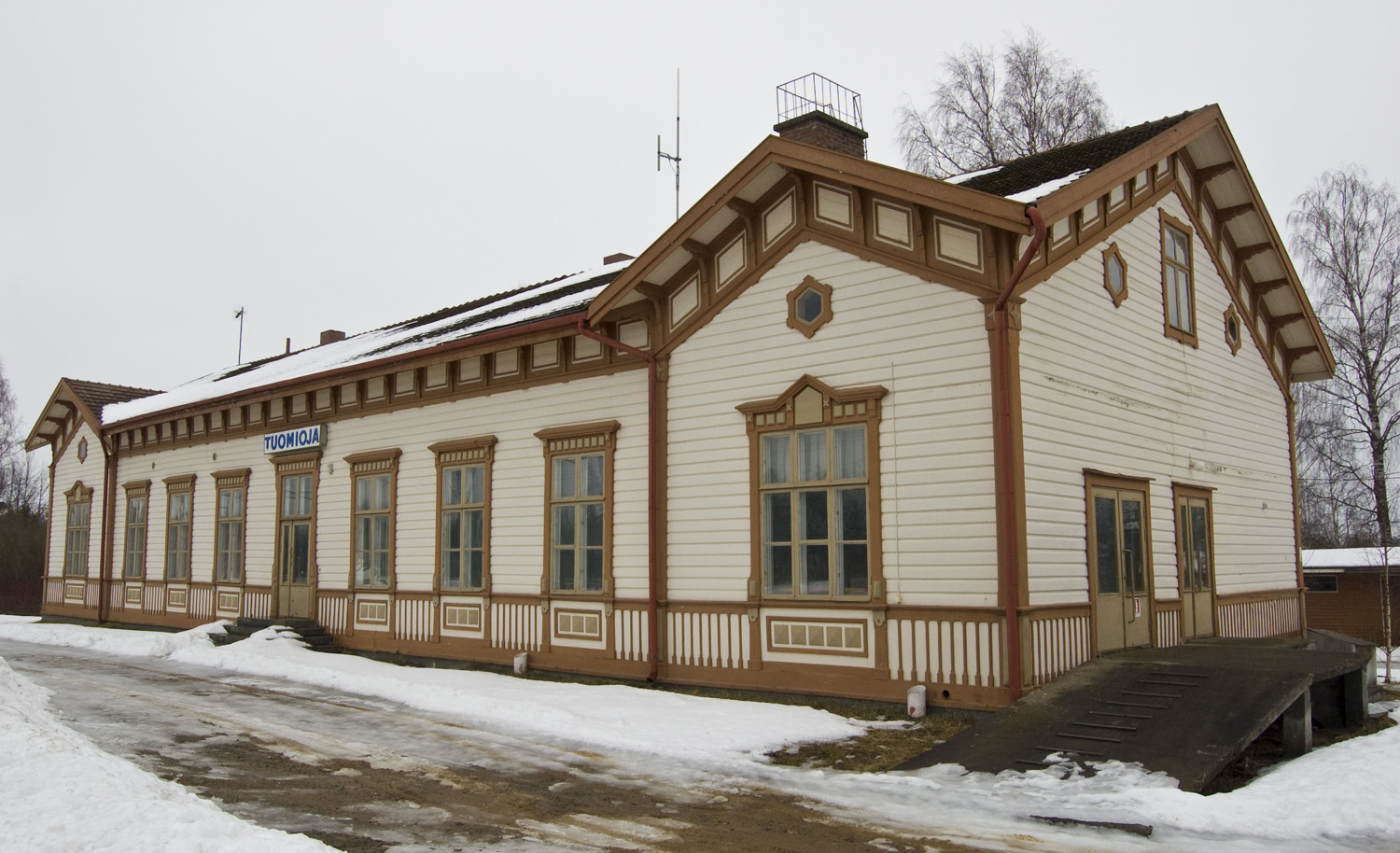
Tuomioja
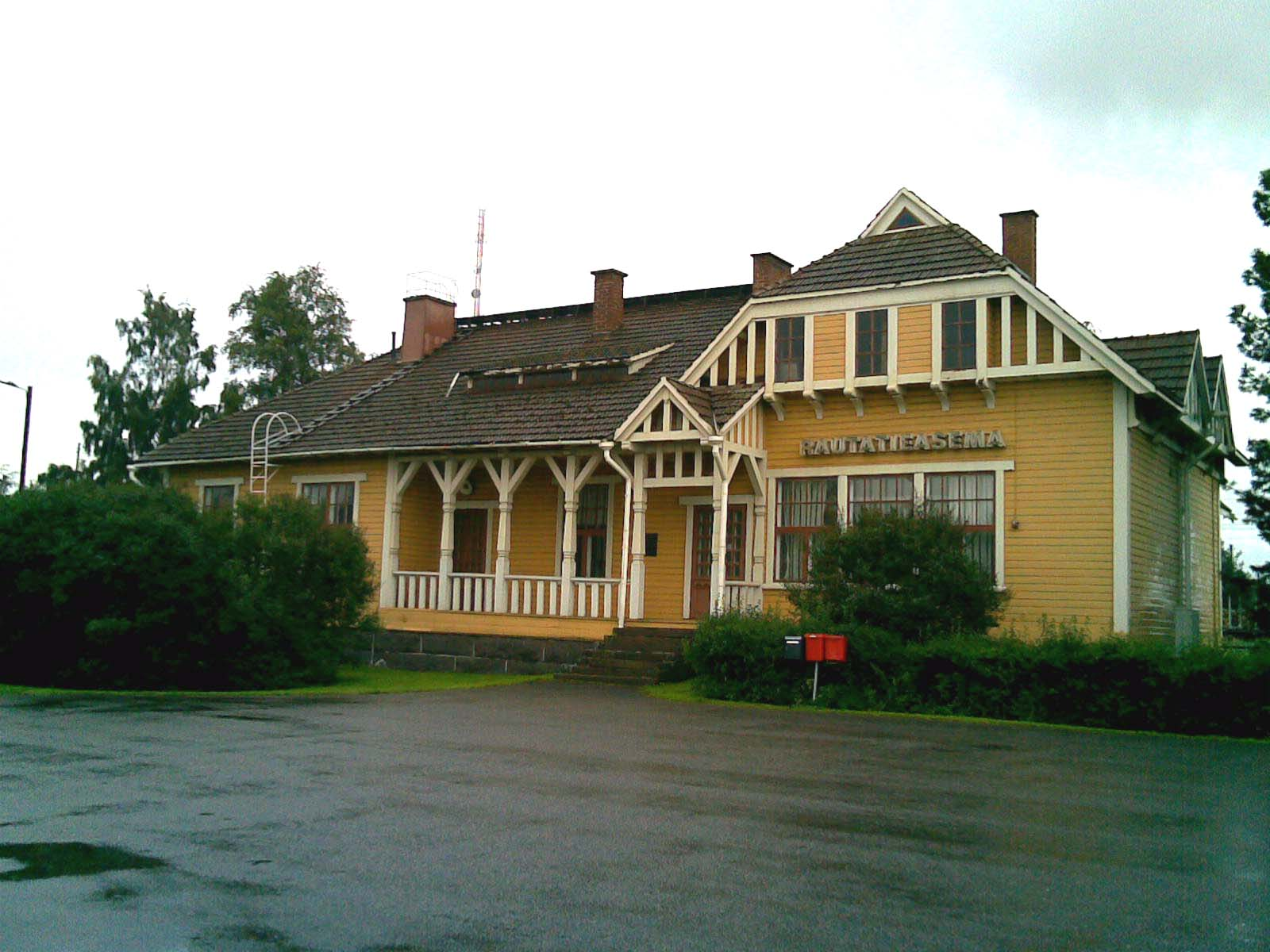
Brahestad